# جون روزيليوس
جون روزيليوس (بالإنجليزية: John Roselius)‏ هو ممثل أمريكي، ولد في 19 أغسطس 1944 في الولايات المتحدة.

## أعمال

### أفلام
- (1994) جاردينج تس[2]

## وصلات خارجية
- جون روزيليوس على موقع IMDb (الإنجليزية)
- جون روزيليوس على موقع قاعدة بيانات الفيلم (الإنجليزية)